# Adnan Abu Amjad
Adnan Abdul Aziz Ahmed (n. 1977 în Manbij, Siria - d. 29 august 2017 în Raqqa), mai cunoscut sub pseudonimul Adnan Abu Amjad (în arabă عدنان أبو أمجد), a fost comandantul Consiliului Militar Manbij, unitate a Forțelor Democratice Siriene din Războiul Civil Sirian. Adnan și-a condus grupul, Consiliul Militar Manbij, dar și Batalionul Soarele Nordului, în fiecare bătălie începând cu formarea sa în 2014, inclusiv în Asediul orașului Kobanî, Ofensiva Tell Abyad, Ofensiva de la Barajul Tishrin, Ofensiva Manbij, orașul său natal, unde și-a eliberat părinții de sub regimul Statului Islamic, în august 2016, sau în Campania Raqqa, fiind ucis în luptă în Bătălia de la Raqqa, pe 29 august 2017.

## Biografie

### În tinerețe
Adnan Abdul Aziz Ahmed s-a născut în 1977, în orașul Manbij din nordul Siriei, unde a absolvit și școala. Adnan a lucrat apoi timp de 7 ani în farmacia fratelui său.

### Războiul Civil Sirian

#### 2012–15
După izbucnirea, în 2011, a Războiului Civil Sirian, Adnan Abu Amjad a participat la proteste împotriva guvernului sirian. În 2012, el s-a înrolat în gruparea Armata Siriană Liberă (ASL) din nordul țării. În timpul stagiului său în ASL, între 2012 și 2013, el a luat parte la Bătălia de la Alep și la Ofensiva Al-Qusayr. În iulie 2013, după atacurile grupărilor islamiste, inclusiv ramura al-Nusra a al-Qaeda, asupra kurzilor în Tell Abyad, Tell Aran și Tell Hasel, Adnan a dezertat din ASL și s-a alăturat Frontului kurd.
În 2014, Adnan Abu Amjad s-a înrolat în Batalionul Soarele Nordului, printre ai cărui lideri se afla și Abu Layla. La sfârșitul anului 2014, Batalionul Soarele Nordului s-a retras de la cartierul său general din Manbij după ce Statul Islamic (SIIL) a preluat controlul orașului. În timp ce Abu Layla s-a adăpostit în Kobanî, Adnan s-a îndreptat spre Afrin. În septembrie 2014, Adnan a fost dislocat la Kobanî pentru a participa la apărarea orașului asediat de SIIL. Dupa recapturarea Kobanî, Adnan a luptat în Tell Abyad și Ayn Issa, la mijlocul anului 2015.

#### 2015–17
Pe 10 octombrie 2015, Adnan Abu Amjad, din postura de adjunct al Batalionului Soarele Nordului, a devenit unul din membrii fondatori ai Forțelor Democratice Siriene (FDS). În cadrul FDS, el a luat parte la ofensivele de la al-Hawl, barajul Tishrin și Al-Shaddadi.
Pe 2 aprilie 2016, Adnan a anunțat la barajul Tishrin formarea Consiliului Miliar Manbij, cu el însuși în calitate de comandant. Pe 31 mai, Consiliul și grupările aliate din FDS au lansat Ofensiva Manbij, cu scopul de captura orașul de la Statul Islamic. Pe 2 august, Adnan Abu Amjad și-a eliberat părinții aflați de aproape doi ani  în oraș. Pe 12 august, FDS au capturat Manbij, iar Consiliul Militar Manbij s-a însărcinat cu asigurarea securității orașului pe 15 august. Ofensiva a continuat spre vest, spre Al-Bab, cu scopul de a se realiza conexiunea cu Afrin, dar a fost oprită de ofensiva turcă și a rebelilor pro-turci spre Al-Bab, de avansul spre nord al armatei siriene și de lipsa de sprijin american.
De la sfârșitul lui 2016, Adnan Abu Amjad a condus Consiliul Militar Manbij în Campania Raqqa inițiată de FDS. Bătălia de la Raqqa a început pe 6 iunie 2017. Pe 29 august 2017, Adnan Abu Amjad a fost ucis în timpul luptelor, într-un moment în care FDS capturaseră peste jumătate din oraș. Funeraliile sale s-au desfășurat în Manbij două zile mai târziu.

### Viața personală
Adnan Abu Amjad era căsătorit și avea 2 copii.